# San Lorenzo (Gran Canaria)
San Lorenzo era un municipio de la isla de Gran Canaria (Islas Canarias, España), que fue anexionado interesadamente al municipio de Las Palmas, (nombre que tenía la capital en aquel momento), una vez finalizada la guerra civil española, en concreto el 1 de enero de 1940. Durante años y por la necesidad de la capital de la isla de expandirse hubo multitud de enfrentamientos entre ambas corporaciones.  
Incluso durante el periodo guerricivilista, su alcalde electo, Don Juan Santana Vega, y parte de su consistorio, fueron fusilados por las tropas franquistas por defender la legalidad. 
Este municipio era eminentemente agrícola, y su extensión era aproximadamente la mitad de lo que en la actualidad ocupa la capital de isla a donde fue anexionado.
En el momento de la anexión su población era de unos 30 000 habitantes.
San Lorenzo limitaba al oeste con los municipios de Teror y Arucas y su linde era el barranco de Tenoya. Al norte lindaba con el océano Atlántico, y al este y sur con los municipios de Las Palmas y Santa Brígida teniendo como linderos el Barrancos de Guiniguada y llegados a la zona de la capital, la frontera era desde el castillo del Rey, siguiendo por la muralla de la ciudad y atravesando los llanos de las Alcaravaneras su límite era la Peña de la Vieja en la playa de las Canteras, o sea, más o menos el límite era la calle que actualmente se conoce como el paseo de Chil. 
Durante años el deseo de expansión de la capital ocasionó enfrentamientos con los vecinos sanlorenzanos, ya que desde la intención de crear una urbanización en la denominada en aquellos años "Barriada de Carló" o incluso el establecimiento del denominado actualmente "cementerio del Puerto" en territorio de San Lorenzo por parte de la capital hizo que la corporación capitalina se aprovechara de sus privilegios.

## Historia
El Lugarejo de Tamaraceite (como era conocido San Lorenzo hasta finales del siglo XVII) era ya conocido desde la llegada de los primeros conquistadores, allá por el siglo XV, pues Alonso Montaude, primer arquitecto de la Catedral de Las Palmas, contratado hacia el año 1500, eligió para su significativa construcción la llamada “cantería azul” del país, piedra de hermoso color gris azulado, que se prestaba admirablemente a la talla y al labrado. La mencionada piedra procedía de la Cantera del Lugarejo (más tarde conocida como la Cantera de San Lorenzo), propiedad del Cabildo Eclesiástico.
El Lugarejo de Tamaraceite, al igual que los demás pueblos de la Isla, pertenecieron a un mismo municipio hasta finales del Antiguo Régimen, al de Las Palmas de Gran Canaria, aunque algunos de aquellos territorios consiguieron cierta autonomía y el título de villa o Lugar desde muchísimo antes de la división municipal. En concreto, San Lorenzo adquirió independencia eclesiástica al ser separada del Curato de la iglesia catedral, ya desde el año 1681, y también fue una realidad paralela la jurisdicción civil, siendo nombrado en aquellos momentos su primer alcalde real, en la figura de Salvador Rodríguez.
El Obispo de Canarias, D. Francisco Sánchez de Villanueva y Vega, le concedió el permiso de erección de la ermita el 14 de marzo de 1638, con la condición de que los vecinos tenían que obligarse a costear toda la fábrica y dotación de la misma. El municipio de San Lorenzo coincidió con la extensión de la parroquia hasta 1937, momento en que surgen las parroquias de Tenoya y Tamaraceite. En 1938 la parroquia del Pilar de Guanarteme se segrega de la de Tamaraceite. El barrio de Guanarteme fue el que más creció en los años finales del municipio, superando incluso a los núcleos tradicionales de Tamaraceite y Tenoya.
Desde 1812 Las Palmas siempre tuvo disputas e interés por mejorar sus límites pero en ningún momento, a pesar de las innumerables reuniones mantenidas entre las diferentes comisiones creadas a tal efecto en ambos municipios limítrofes, pudo conseguir su anhelo de crecimiento. Solo con la llegada del golpe militar en 1936 se abrieron esperanzas para la capital.
En 1821 se llegó a un acuerdo de cesión de La Isleta y el istmo de Guanarteme al municipio de Las Palmas, con la finalidad de poder construir el Puerto de La Luz, que sustituyera al antiguo Puerto de Las Palmas. El municipio limítrofe alegaba que no tenía una buena conexión con el nuevo puerto que se iba a construir.
El último alcalde accidental de San Lorenzo, D. Juan Ramírez, fue obligado a firmar el documento de entrega del Municipio, con inusitada violencia (según cuentan los lugareños le fue puesta una pistola encima de la mesa). Este interesante documento ya forma parte del legado colectivo pues el original fue donado al Archivo Histórico Provincial de Las Palmas de Gran Canaria.
La casi totalidad de la documentación municipal de San Lorenzo se perdió en el momento de la anexión al municipio de Las Palmas. 

## Geografía humana

### Demografía
| Gráfica de evolución demográfica de San Lorenzo entre 1842 y 1930 |
| |
| Población de derecho según los censos de población del INE Población de hecho según los censos de población del INEEntre el censo de 1940 y el anterior, este municipio desaparece porque se integra en el municipio 35016 (Las Palmas de Gran Canaria) |

### Puente de Tenoya
El barranco de Tenoya, también conocido como barranco de Lezcano, tenía tal caudal de agua en invierno que hacía que se interrumpiesen las comunicaciones entre San Lorenzo y Arucas. Debido a ello se levantó un puente de piedra, de un solo ojo, allá por el año 1824, pero el gran temporal del mes de noviembre de 1826 derribó la parte izquierda y así quedó hasta 1834, fecha en que se añadió otro ojo. Este puente fue el primero construido en la isla, el más antiguo de todos.
Durante la Guerra Civil, el ejército nacional dinamitó el puente para dejar incomunicado el norte de Gran Canaria. Posteriormente fue reemplazado por un nuevo puente a unos metros de distancia del primitivo puente.

## Lista de alcaldes
Esta lista es probable pues no se dispone de datos suficientes en los archivos, pues por un lado la documentación municipal desapareció tras la anexión, y además antes de 1812 no hay documentación fiable al respecto.
- Lázaro de Ortega: 1634-38, 1646, 1653-56.
- Diego Hernández de Sosa: 1648-1649.
- Alonso Álvarez de Miranda: 1658.
- Francisco de Montesdeoca: 1662-1663.
- Domingo Pérez: 1667.
- Salvador González Falcón: 1678.
- Juan de Quintana: 1679.
- Salvador Rodríguez: 1679-1683.
- Juan de Ortega: 1684-1686, 1689-1690.
- Sebastián Rodríguez Valerio: 1690-1695.
- Alonso Román Falcón: 1696-1698.
- Francisco Naranjo Montesdeoca: 1699-1704.
- Simón Lorenzo Betancurt: 1705-1708.
- Juan de la Cruz Travieso: 1709.
- José González* Domínguez (* a veces Navarro): 1710-1715, 1721,1724-28
- Pedro González Machado: 1718, 1721-1723, 1737.
- José Román y Falcón 1728-1732.
- Esteban Rodríguez* Travieso (*a veces González): 1736, 1738-1741, 1748-1752.
- Francisco Díaz: 1743, 1747.
- Juan Roque Galindo: 1754 - 1761.
- José Manuel Ponce de León: 1763-1766.
- Salvador de Armas: 1768.
- José Nicolás Lezcano Moxica: 1778, 1793.
- Miguel Naranjo: 1776-1777, 1787.
- Claudio Ponce de León y Naranjo: 1780, 1788-1792, 1801.
- Manuel de Vega: 1781.
- Andrés Cabrera y Suárez: 1794-1797.
- Nicolás Acosta Henríquez: 1796.
- Juan Cabrera: 1802, 1808.
- José Antonio Rodríguez: 1811.
- Lorenzo Ramírez de Quintana: 1816, 1819.
- Agustín Díaz: 1818.
- Manuel Cabrera: 1821, 1832-1833, 1835.
- José González Sánchez: 1825, 1829-1830.
- Agustín Vicente García: 1826.
- Lorenzo Hernández Naranjo: 1827, 1852-1856.
- Lorenzo Ramírez de Quintana II: 1828, 1843.
- Agustín Díaz de Quintana: 1831.
- Pedro Acosta Díaz: 1834.
- Andrés Lezcano y Múxica: 1836-1839
- Sebastián Rivero: 1839.
- Juan Naranjo: 1840.
- José Antonio Naranjo: 1840-1846.
- Pedro de Armas: 1848.
- Francisco Guerra Travieso: 1849-1851, 1869.
- Santiago Sánchez y Falcón: 1857 (hasta el mes de abril)
- Juan Montesdeoca Rodríguez: 1859-1860.
- Manuel Acosta Ramos: 1861-1862.
- Juan Rodríguez Lantigua: 1857-1858, 1863-1864.
- Juan Ponce Guerra: 1865-1868.
- Luís García Díaz: 1868-1869.
- José Cabrera Suárez: 1869-1872.
- Matías Ramos Ponce: 1872 (pocos días)
- Andrés Ponce y Guerra: 1872-73 (Firma 1º Teniente Alc.)
- Lorenzo Hernández González: 1873-1874.
- Francisco Rodríguez Lantigua: 1875
- Sebastián Cabrera Suárez: 1875-1880.
- Pedro de Armas Guerra: 1877 (Solo unos días)
- Cayetano Guerra Domínguez: 1880-1881.
- Pedro García: 1882.
- Antonio González Naranjo: 1884-1889.
- Fernando de Lezcano Acosta: 1888, 1890, 1893-1894.
- Santiago Sánchez Falcón: 1892-1893.
- Daniel Mederos Manzano: 1895.
- Francisco López: 1896.
- Nicolás de Lezcano: 1897.
- Juan Bautista Ponce García* (*en otros documentos cambia por de León): 1898-1902.
- Pedro Hernández Montesdeoca: 1905-1906.
- José Rivero Viera: 1908-1923, 1930.
- Juan Naranjo Cabrera: 1923.
- José Rodríguez Díaz: 1923-1924.
- Pedro de Armas Suárez: 1924-1930.
- Agustín Betancor Suárez: 1931-1932.
- Isidro Mederos Naranjo: 1932-1935.
- Miguel Medina Martín: 1931, 1935-1936.
- Juan Santana Vega: 1936 (último alcalde electo)
- Cristóbal Martín Medina: 1936.
- Juan Cárdenes Martínez: 1936.
- Juan Suárez González: 1936, 1938-1939.
- Antonio Mateo Cubells: 1937.
- José Penichet Guerra: 1937.
- Antonio González Cabrera: 1937-1938.
- Juan Ramírez Ramírez: 1938-1939 (alcalde accidental)